# Modesto Castrillo Frías
Modesto Castrillo Frías (n. 1912) va ser un polític espanyol d'ideologia comunista.

## Biografia
Va néixer a Palència en 1912. Va ser cuiner de professió. Membre de les Joventuts Comunistes des de 1932, s'afiliaria al Partit Comunista d'Espanya (PCE) en 1936. Després de l'esclat de la Guerra civil es va unir a les forces republicanes, arribant a formar part del comissariat polític de l'Exèrcit Popular de la República. En aquesta qualitat, durant el transcurs de la contesa exerciria com a comissari de les brigades mixtes 10a i 227a, prenent part en diverses batalles.
Després del final de la contesa es va exiliar en la Unió Soviètica, on va estudiar en una escola política. Posteriorment es traslladaria a Txecoslovàquia.